# Elekta
La compagnie suédoise Elekta, fondée en 1972 par le neurochirurgien Lars Leksell, fournit des machines de radiothérapie, de radiochirurgie, les équipements et logiciels connexes, participant au traitement du cancer et des affections du cerveau.

## Historique
Elekta est fondée en 1972 par le Pr Lars Leksell, neurochirurgien à l'Institut Karolinska à Stockholm, en Suède. Depuis 1994 l'entreprise est cotée à la bourse de Stockholm, marché boursier des pays d'Europe du Nord, sous le symbole boursier OMX EKTAb. Elekta a été créée afin de commercialiser le système stéréotaxique ainsi que le Gamma knife sur lesquels le neurochirurgien suédois avait focalisé ses recherches depuis les années 1940,.
Laurent, le fils du Pr Leksell est le chef de la direction (CEO en anglais) d'Elekta jusqu'en 2005 ; sous sa direction l'entreprise a crû, devenant un groupe public médicotechnique employant plus de 3 300 collaborateurs à travers le monde. En 2005, c'est Tomas Puusepp qui devient président-directeur général de la compagnie.
En 2007 aucune usine de la société n'est installée ailleurs qu'en Suède, mais près de la moitié des ventes du matériel de cette compagnie se réalisaient aux États-Unis. En 2013 huit centres de production sont basés en Amérique, en Europe et en Chine, avec des ventes également réparties sur tous les continents.

## Organisation et effectifs
L'entreprise a adopté les statuts de société anonyme avec appel public à l'épargne[réf. souhaitée].
Sa croissance externe s'est déroulée en acquérant[réf. souhaitée] :
- Philips Medical Systems (la division Radiothérapie, en 1997) ;
- Neuromag (un fabricant finlandais d'appareils de magnétoencéphalographie, 2003) ;
- IMPAC Medical Systems (une entreprise de logiciels de gestion en cancérologie, 2005) ;
- CMS (un fournisseur de logiciel pour la préparation et la planification des radiothérapies, 2007) ;
- Resonant Medical Inc. (RMI, un développeur canadien de systèmes de visualisation 3D appliqués à l'oncologie radiothérapeutique, 2010)[2],[7] ;
- Nucletron BV (entreprise néerlandaise, leader mondial[8] dans le domaine de la brachythérapie, 2011)[9] ;
- Radon Ltda. (fabricant brésilien d'accélérateurs linéaires, 2012)[1],[5],[10] ;
- Mesi Medikal AS (distributeur turc majeur de matériel de radiothérapie, 2014)[11].

## Produits et services

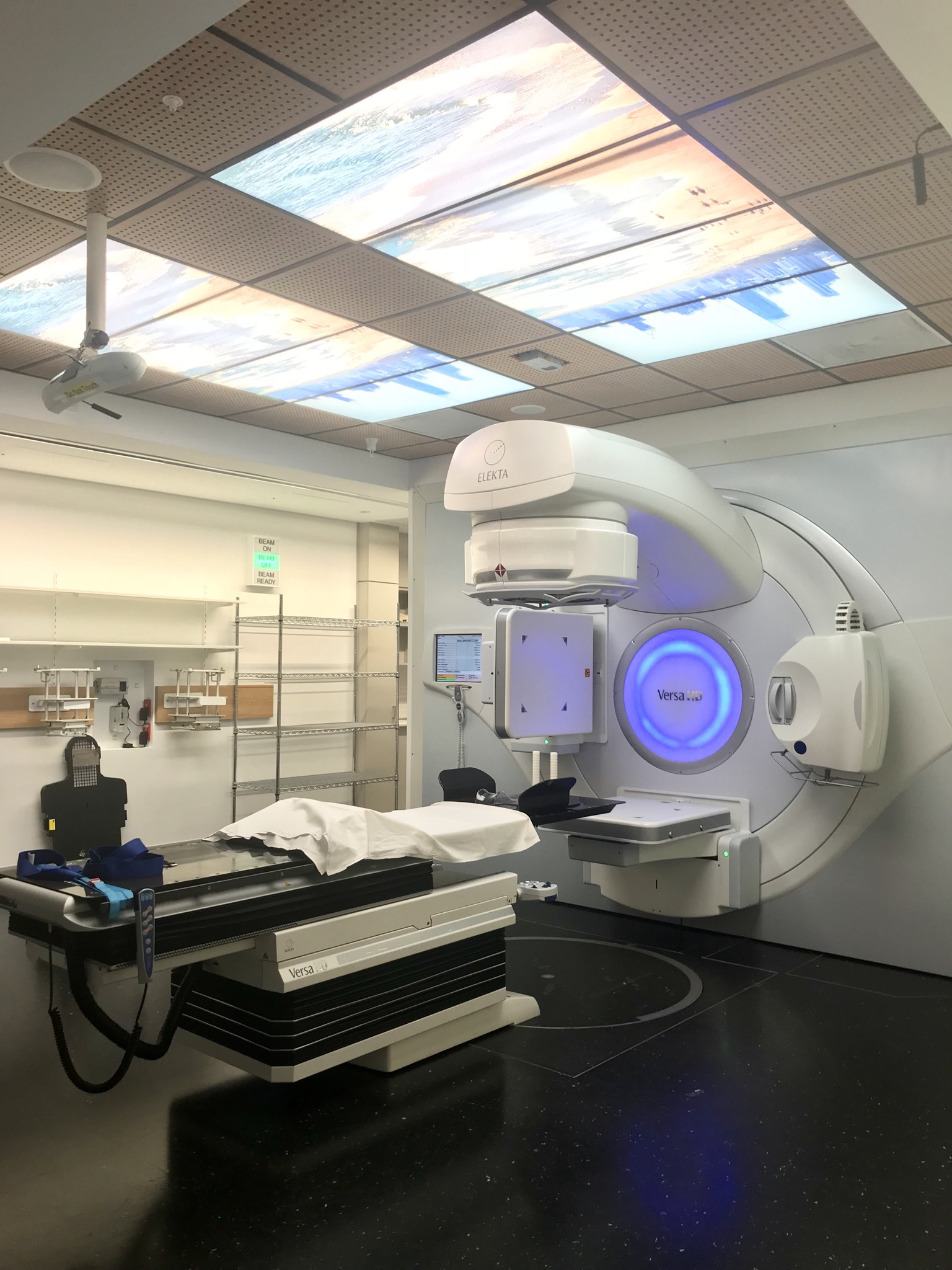
Accélérateur linéaire Elekta Versa HD du Gold Coast University Hospital, centre hospitalier universitaire en Australie.

En 2022, Eletka occupe 22% du marché mondial de vente de matériel pour la radiothérapie.
- Gamma Knife Leksell Perfexion : un « scalpel » (radiothérapie externe plus précise que la conventionnelle) qui utilise des rayons gamma pour traiter les lésions cérébrales sans ouvrir la boîte crânienne ;
- système stéréotaxique Leksell : un cadre utilisé en neurochirurgie afin de trouver des coordonnées spécifiques dans le cerveau ;
- Neuromag Elekta : équipement de magnétoencéphalographie (MEG) proposant une analyse avancée de l'activité cérébrale ;
- accélérateur linéaire, aussi appelé « canon à rayons » : utilisé pour la radiothérapie traditionnelle des tumeurs ;
- Unity MR-linac (ou en français « IRM-accélérateur ») : système couplant imagerie par résonance magnétique (IRM) et accélérateur linéaire[13],[14] ;
- les applicateurs et « afterloaders » : pour utilisation en curiethérapie ;
- système de planification de traitement : logiciel pour le calcul des doses et de la gestion des patients dans les soins du cancer.